# Винайдення транзистора

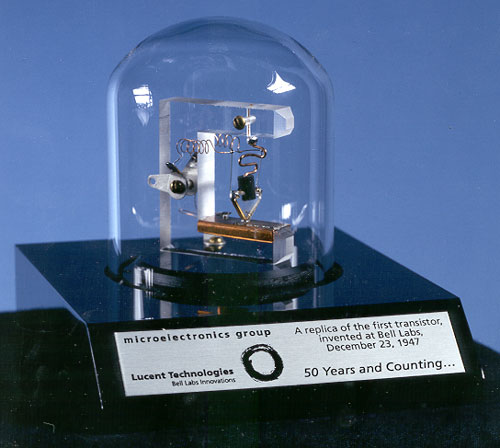
Макет точкового транзистора Бардіна та Браттейна. Трикутник у центрі — прозора призма, по ребрах якої приклеєні смужки фольги — виводи колектора та емітера. Базою є металічна основа, на якій закріплений германієвий кристал.

16 грудня 1947 року фізик-експериментатор Волтер Браттейн, який працював із теоретиком Джоном Бардіном, зібрав перший робочий точковий транзистор. Через півроку, але до оприлюднення робіт Бардіна та Браттейна, німецькі фізики Герберт Матаре й Генріх Велькер представили розроблений у Франції точковий транзистор («транзистрон»). Так із безуспішних спроб створити спочатку твердотільний аналог вакуумного тріода, а згодом польовий транзистор, народився перший недосконалий точковий біполярний транзистор.
Точковий транзистор, що випускався серійно близько десяти років, виявився тупиковою гілкою розвитку електроніки — на його зміну прийшли германієві площинні транзистори. Теорію p-n-переходу та площинного транзистора створив у 1948—1950 роках Вільям Шоклі. Перший площинний транзистор був виготовлений 12 квітня 1950 року методом вирощування з розплаву. За ним були сплавний транзистор, «електрохімічний» транзистор і дифузійний меза-транзистор.
1954 року Texas Instruments випустила перший кремнієвий транзистор. Відкриття процесу мокрого окиснення кремнію зробило можливим випуск 1958 року перших кремнієвих меза-транзисторів, а у березні 1959 року Жан Ерні створив перший кремнієвий планарний транзистор. Кремній витіснив германій, а планарний процес став основною технологією виробництва транзисторів і зробив можливим створення монолітних інтегральних схем.

## Передісторія

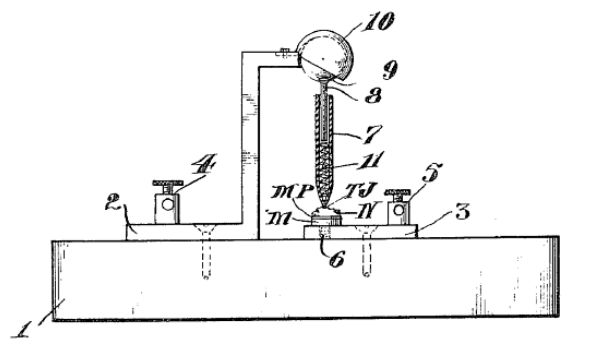
Напівпровідниковий детектор Пікарда 1906 року

1906 року Грінліф Пікард запатентував кремнієвий кристалічний детектор. 1910 року Вільям Ікклз виявив, що кристалічні детектори у певних умовах демонструють від'ємний диференційний опір і тому можуть бути використані для генерації коливань і підсилення сигналів. 1922 року О. В. Лосєв довів можливість підсилення та генерування електромагнітних коливань на кристалічному детекторі при подачі на нього постійної напруги зміщення (кристадинний ефект). Цинкітний детектор («кристадин») Лосєва зберігав працездатність на частотах до 10 МГц. До кінця 1920-х років кристалічні детектори були витіснені вакуумними лампами, а розвиток цього напрямку фізики напівпровідників призупинився.

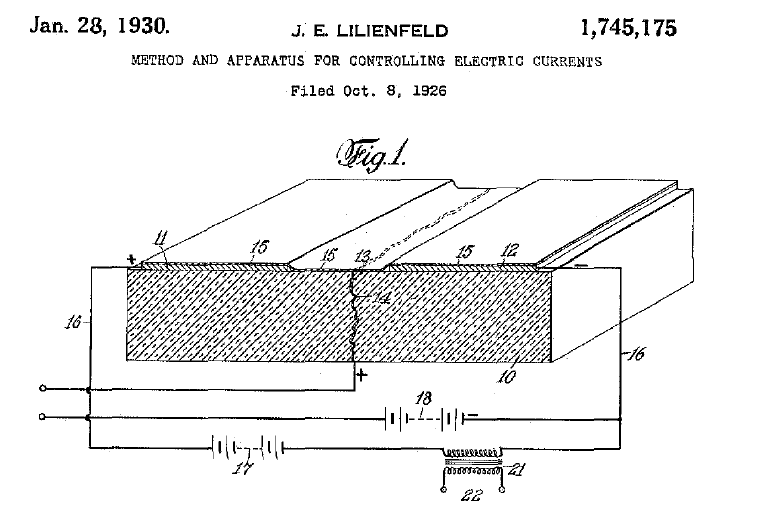
Нереалізований «польовий транзистор» Лілієнфельда. Патент США 1 745 175 на «метод і пристрій керування електричними струмами» з пріоритетом від 8 жовтня 1926 року (виданий 28 січня 1930 року)

У 1922—1927 роках Грендаль і Гейгер винайшли та впровадили у практику мідно-закисний випрямляч, а у 1930-ті роки йому на зміну прийшов досконаліший селеновий випрямляч. Як писав Волтер Браттейн, аналогія між випрямлячем на закисі міді та вакуумним діодом була очевидна для всіх, хто вивчав напівпровідники, — і багато з них задумувались про те, як внести у випрямляч третій, керувальний електрод («сітку»), зробивши з випрямляча підсилювач. 1925 року німецький фізик Юліус Лілієнфельд подав першу патентну заявку на твердотільний підсилювач, який складався із шарів металу та напівпровідника. Лілієнфельд не зміг довести свою пропозицію навіть до стадії макету: його проєкт не міг бути реалізований у 1920-ті роки через недостатній розвиток фундаментальної науки. 1935 року інший німецький фізик, Оскар Гайль, запатентував у Великій Британії принцип дії польового транзистора. 1938 року співробітники Геттінгенського університету Роберт Поль і Рудольф Хілш створили твердотільний «тріод», здатний підсилювати вхідний сигнал, який повільно змінювався. Підсилювач Пола був занадто повільним, працював лише при високих температурах і тому не мав практичного розвитку, та й сам Пол не хотів займатися прикладними роботами, надаючи перевагу фундаментальній науці. Всі ці безуспішні експерименти тією чи іншою мірою відтворювали будову вакуумного тріода. Так, у «тріоді» Пола керувальний електрод був дрібнокомірчастою металічною сіткою, що керувала полем всередині кристала броміду калію. Лосєв 1939 року згадував про роботу над напівпровідниковою «трьохелектродною системою, аналогічною до тріода», але ці неопубліковані роботи були втрачені. 
Під час Другої світової війни дослідницькі бюджети зросли в багато разів, але, на думку Пітера Морріса, у фізиці напівпровідників було зроблено занадто мало. Усі суттєві досягнення були пов'язані з військовим замовленням у двох напрямках, в яких були безсильні вакуумні лампи, — детектування інфрачервоного випромінювання та детектування відбитого сигналу в радіолокації. Випромінювачі ранніх радіолокаторів працювали на частотах до 3 ГГц, а частотний діапазон детекторів на вакуумних діодах був обмежений 400 МГц. Контактні напівпровідникові детектори, навпаки, могли ефективно випрямляти надвисокі частоти, тому наприкінці 1930-х років уряди Великої Британії, Німеччини та США почали масштабні проєкти з удосконалення напівпровідників. Під час цих досліджень були досліджені фундаментальні властивості напівпровідників і закладені основи технології їх виробництва, що зробили можливим серійний випуск напівпровідникових приладів.

## Відкриття p-n-переходу

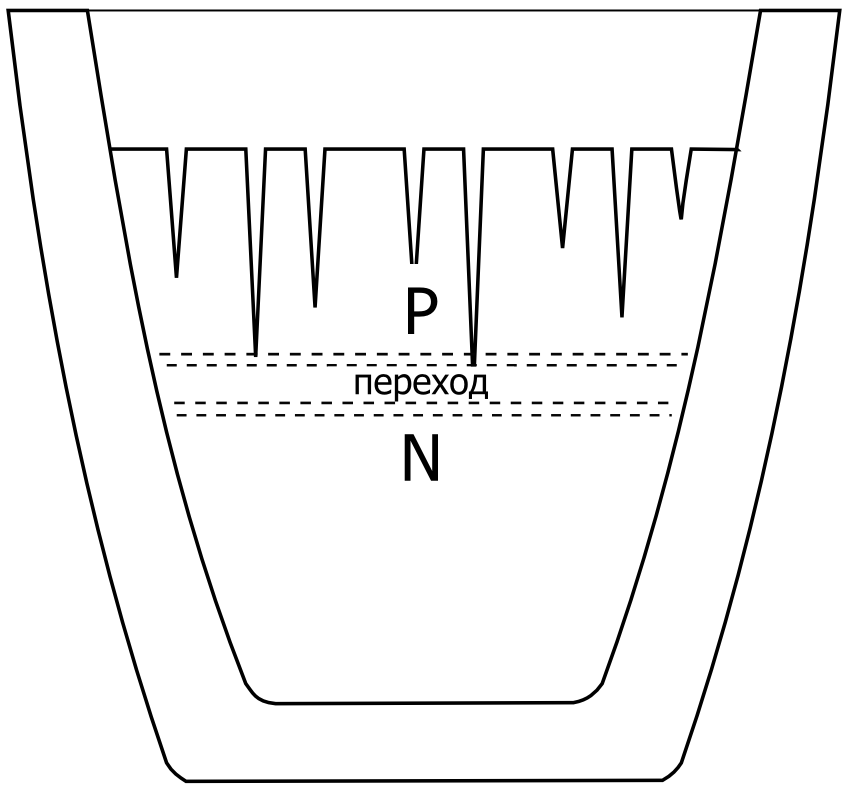
Плавка p-n-переходу за патентом Ола 1941 року

1936 року директор з досліджень Bell Labs Мервін Келлі доручив Вільяму Шоклі вивчити можливість створення твердотільних перемикачів, здатних у перспективі замінити електромеханічні реле телефонних станцій. Вивчивши опубліковані роботи Пола, Йоффе та Давидова і результати експериментів Браттейна, Шоклі дійшов висновку про неможливість внесення керувального електрода в масив напівпровідника. Натомість 29 грудня 1939 року Шоклі сформулював принцип роботи польового транзистора: струмом у каналі між двома електродами повинно керувати зовнішнє поле, створене третім (керувальним) електродом, розміщеним поза каналом. Шоклі запропонував виготовляти напівпровідниковий тріод на вивченій Давидовим закисі міді, але перші досліди закінчилися невдало, а потім персонал Bell Labs був мобілізований на вирішення військово-прикладних завдань. Шоклі 1940 року працював на урановому проєкті, а з 1942 року і до кінця війни займався практичними задачами радіолокації.
Невелике ядро фізиків-твердотільників, що залишилося в Bell Labs після того, як пішов Шоклі, займалося пошуком матеріалів для детектування надвисоких частот у радіолокації. Електрохімік і радіоаматор Рассел Ол працював із кремнієвими детекторами ще з часів Великої депресії. Вважаючи, що нестабільна поведінка ранніх детекторів була викликана недостатнім очищенням від домішок, Ол зосередився на технологіях очищення і плавлення кремнію. У серпні 1939 року Ол, Джон Скафф і Генрі Тоєрер виконали першу плавку в гелієвій атмосфері. Детектори, виготовлені з полікристалічного кремнію, очищеного до 99,8 %, були достатньо стабільними. Частина із них проводила струм в одному напрямку (з контакту в кристал), частина — в іншому (з кристала в контакт), при цьому полярність конкретного екземпляра можна було визначити лише дослідним шляхом. Вважаючи, що напрямок провідності визначається лише ступенем очищення кремнію, Ол назвав один тип «очищеним», а інший «комерційним» (англ. purified and commercial).
У жовтні 1939 року серед заготовок для детекторів виявився дивний зразок, електричні параметри якого поводили себе настільки безладно, що подальші вимірювання видавалися беззмістовними. Лише 23 лютого 1940 року Ол знайшов час, щоб особисто його перевірити. Виявилося, що зразок реагував на світло, а ступінь спостережуваного фотоефекту на порядок переважав фотоефект у традиційних фотоелементах. Провідність зразка залежала не лише від освітленості, а й від температури та вологості. Попри протидію свого начальника, який не ладив з Келлі, 6 березня Ол продемонстрував свою знахідку Келлі й Волтеру Браттейну. Браттейн здогадався, що фотоефект виникає на деякому невидимому бар'єрі між двома шарами кремнію і що цей же бар'єр повинен випрямляти змінний струм. Саме тому вимірювання провідності на змінному струмі давало незрозумілі, беззмістовні результати.
Незабаром Скафф і Ол буквально побачили цей бар'єр: травлення азотною кислотою розкрило видиму для ока границю між двома шарами кремнію. Скафф і Ол дали цим шарам нові назви: «кремній p-типу» (від англ. positive, позитивний) і «кремній n-типу» (negative, негативний), залежно від напрямку струму в детекторах, що виготовлялися з цих шарів. Бар'єрна зона отримала назву p-n-перехід. Поступово Ол, Скафф і Тоєрер прийшли до розуміння того, що тип провідності кремнію визначається не його чистотою, а, навпаки, наявністю характерних домішок. Легші елементи підгрупи бору повинні були зосереджуватися у верхньому шарі розплаву, важчі елементи підгрупи азоту — в центрі тигля. Справді, хімічний аналіз кремнію p-типу виявив сліди бору й алюмінію, а наявність фосфору в грубо очищеному кремнії n-типу відчувалася і без приладів — при обробці такого кремнію виділявся фосфін.
Особистим вольовим рішенням Келлі засекретив відкриття p-n-переходу. Bell Labs охоче ділилася зразками кремнію з американськими та британськими колегами, але це був кремній лише p-типу. Ол особисто відповідав за те, щоб кремній n-типу і pn-переходи не залишали стін компанії. Шоклі дізнався про відкриття Ола лише 24 березня 1945 року, а широка публіка — 25 червня 1946 року, коли Ол і Скафф отримали патенти на свої винаходи 1940 року.
Незалежно від американських фізиків, 1941 року В. Є. Лашкарьов представив теорію «запирального шару» та інжекції носіїв заряду на межі розділу міді та закису міді. Лашкарьов припустив, що два типи провідності, виявлені термозондом у мідно-закисному елементі, розділені гіпотетичним перехідним шаром, що перешкоджає електричному струму. Роботи Лашкарьова та К. М. Косогонової («Дослідження запиральних шарів методом термозонда» і «Вплив домішок на вентильний фотоефект у закисі міді») були опубліковані 1941 року.

## Точковий транзистор

### Транзистор Бардіна та Браттейна

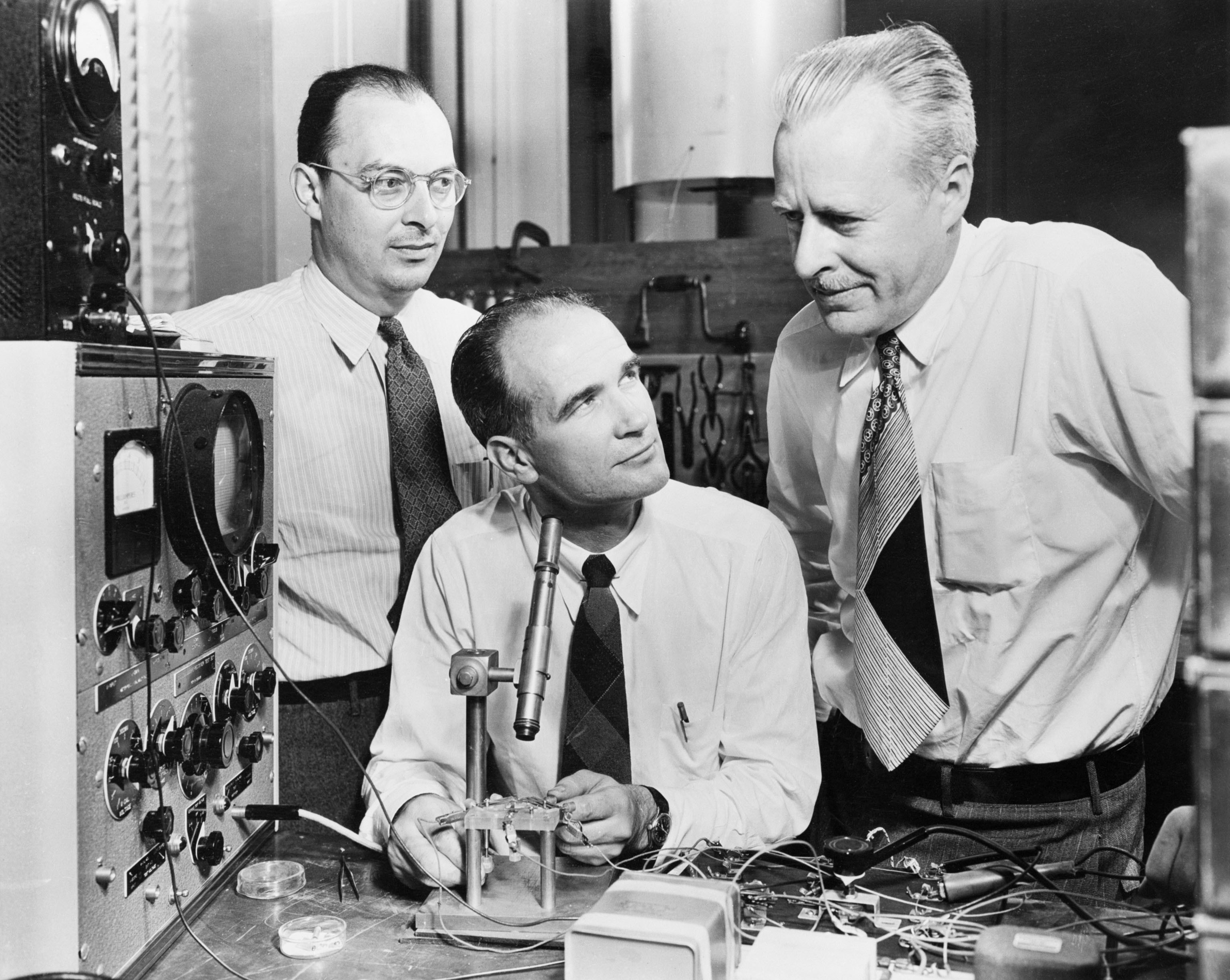
Бардін, Шоклі та Браттейн в лабораторії Bell

У червні 1945 року Келлі знову сформував відділ з дослідження твердого тіла на чолі з Шоклі та Стенлі Морганом (1945 року Шоклі все ще був зайнятий на військових проєктах і не мав достатньо часу для одноосібного керування відділом). До групи увійшли Браттейн, теоретик Джон Бардін, експериментатор Джеральд Пірсон, фізхімік Роберт Джибні та інженер-електрик Хілберт Мур. Зразки напівпровідників виготовляли Вільям Пфанн, Джон Скафф і Генрі Тоєрер. Група опиралася на ресурси величезної на той час наукової організації — наприкінці 1940-х років у Bell Labs працювало 5700 осіб, із них близько 2000 — дипломовані професіонали.
Ознайомившись із напрацюваннями дослідників університету Пердью, Шоклі звузив вибір напівпровідників до двох (германію та кремнію), а у січні 1946 року вирішив зосередитися на використанні ефекту поля. Однак експерименти показали, що в реальному напівпровіднику ефект поля був на три порядки слабшим, ніж передбачала теорія. Бардін пояснив експериментальні дані, запропонувавши гіпотезу поверхневих стані, згідно з якою на межі напівпровідника і металічного електрода утворюється просторовий заряд, який нейтралізує дію зовнішнього поля.
Протягом 1947 року відділ Шоклі шукав вирішення проблеми об'ємного заряду, з кожним кроком відступаючи все далі і далі від концепції польового транзистора. Шоклі писав 1972 року, що завдяки Бардіну «ми припинили „робити транзистор“. Натомість ми повернулися до принципу, який я називаю „повага до наукової сторони практичної задачі“». У листопаді 1947 року Джибні запропонував подавати на «тріод» постійну напругу зміщення з допомогою точкового керувального електрода, відділеного від маси напівпровідника шаром електроліту. Роботи різко прискорилися: у листопаді-грудні Бардін, Джибні та Браттейн випробували не менше п'яти різних конструкцій «тріода»:

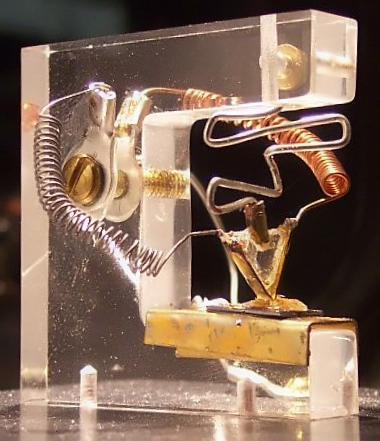
Сучасний макет транзистора Бардіна та Браттейна

| Експерименти Браттейна в листопаді-грудні 1947 року | Експерименти Браттейна в листопаді-грудні 1947 року            | Експерименти Браттейна в листопаді-грудні 1947 року | Експерименти Браттейна в листопаді-грудні 1947 року | Експерименти Браттейна в листопаді-грудні 1947 року | Експерименти Браттейна в листопаді-грудні 1947 року | Експерименти Браттейна в листопаді-грудні 1947 року | Експерименти Браттейна в листопаді-грудні 1947 року | Експерименти Браттейна в листопаді-грудні 1947 року | Експерименти Браттейна в листопаді-грудні 1947 року         |
| Дата експерименту                                   | Напівпровідник                                                 | Діелектрик                                          | Підсилення                                          | Підсилення                                          | Підсилення                                          | Частотний діапазон                                  | Напруга зміщення                                    | Напруга зміщення                                    | Примітки                                                    |
| Дата експерименту                                   | Напівпровідник                                                 | Діелектрик                                          | За напругою                                         | За струмом                                          | За потужністю                                       | Частотний діапазон                                  | На «стоці» («колекторі»)                            | На «затворі» («емітері»)                            | Примітки                                                    |
| --------------------------------------------------- | -------------------------------------------------------------- | --------------------------------------------------- | --------------------------------------------------- | --------------------------------------------------- | --------------------------------------------------- | --------------------------------------------------- | --------------------------------------------------- | --------------------------------------------------- | ----------------------------------------------------------- |
| 21 листопада                                        | Полікристалічний кремній p-типу                                | Дистильована вода                                   | Ні                                                  | Так                                                 | Так                                                 | <10 Гц                                              | Позитивна                                           | Позитивна                                           | «Електролітичний польовий транзистор», патент США 2 524 034 |
| 8 грудня                                            | Полікристалічний германій n-типу                               | Електроліт GU                                       | Так                                                 | Ні                                                  | Так                                                 | < 10 Гц                                             | Негативна                                           | Негативна                                           |                                                             |
| 10 грудня                                           | Полікристалічний германій n-типу з приповерхневим шаром p-типу | Електроліт GU                                       | Так                                                 | Так                                                 | Так                                                 | < 10 Гц                                             | Негативна                                           | Негативна                                           |                                                             |
| 15 грудня                                           | Полікристалічний германій n-типу з приповерхневим шаром p-типу | Оксидна плівка                                      | Так                                                 | Ні                                                  | Ні                                                  | 10 Гц — 10 кГц                                      | Позитивна                                           | Негативна                                           |                                                             |
| 16 грудня                                           | Полікристалічний германій n-типу з приповерхневим шаром p-типу | Ні                                                  | Так                                                 | Так                                                 | 2 дБ                                                | 1 кГц                                               | Позитивна                                           | Негативна                                           | Винайдення точкового транзистора. Патент США 2 524 035      |
| 23 грудня                                           | Полікристалічний германій n-типу з приповерхневим шаром p-типу | Ні                                                  | 24 дБ на 1 кГц 20 дБ на 10 МГц                      | Так                                                 | 2 дБ                                                | До 15 МГц                                           | Позитивна                                           | Негативна                                           | Винайдення точкового транзистора. Патент США 2 524 035      |

8 грудня Шоклі, Бардін і Браттейн дійшли до висновку про необхідність заміни однорідного напівпровідника на двошарову структуру — пластину германію, на поверхні якої був сформований p-n-перехід з високою напругою пробою. 10 грудня «електролітичний тріод» Бардіна та Браттейна на германії n-типу з інверсним шаром p-типу продемонстрував підсилення за потужністю близько 6000. Він був неприйнятно повільним навіть для підсилення звукових частот, тому 12 грудня Бардін замінив електроліт на тонку плівку оксиду германію. Дослід у цей день закінчився невдало, ймовірно, через пошкодження плівки при відмиванні германієвої пластини. 15 грудня установка з оксидною плівкою продемонструвала двократне підсилення за напругою в частотному діапазоні до 10 кГц. Після цього досліду Бардін запропонував використовувати два контактних електрода — керувальний (емітер) і керований (колектор). За розрахунками Бардіна, схема могла б підсилювати потужність при міжелектродній відстані не більше п'яти мікрон (2× 10-4 дюйма).
15 або 16 грудня 1947 року Браттейн сконструював контактний вузол із пластмасової трикутної призми з наклеєною на неї смужкою золотої фольги. Акуратно розрізавши фольгу бритвою, Браттейн отримав зазор між колектором і емітером шириною близько 50 мікрон. 16 грудня Браттейн притиснув контактний вузол зазором до поверхні германієвої пластини, створивши перший робочий точковий транзистор. 23 грудня 1947 року Браттейн продемонстрував колегам транзисторний підсилювач звукових частот з п'ятнадцятикратним підсиленням за напругою. На частоті 10 МГц підсилення становило 20 дБ при вихідній потужності 25 мВт. 24 грудня Браттейн продемонстрував перший транзисторний генератор.
Так, із невдалих спроб створити польовий транзистор, почався розвиток біполярного транзистора. Керівництво Bell Labs, розуміючи важливість події, підсилило відділ Шоклі спеціалістами та на деякий час засекретило проєкт. Публіка дізналася про винайдення транзистора 30 червня 1948 року на відкритій презентації транзистора в Нью-Йорку, приуроченій до виходу статей в Physical Review. За місяць до цієї події в Bell Labs відбулося таємне голосування з вибору імені нового приладу. Відкинувши занадто довге «напівпровідниковий тріод» (semiconductor triode), фактично невірне «тріод на поверхневих станах» (surface states triode) і незрозуміле «йотатрон» (iotatron), Bell Labs затвердила «транзистор» (transistor) — від англ. transconductance (провідність) чи transfer (передача) і varistor (варистор, керований опір).

### Транзистрон Матаре та Велкера
1944 року німецький фізик Герберт Матаре, що працював за стінами Любезького монастиря над зниженням шумів НВЧ-детекторів, винайшов «дуодіод» — напівпровідниковий випрямляч з двома точковими контактами. При подачі на ці контакти однакової напруги зміщення і протифазних напруг гетеродина «дуодіод» подавляв високочастотні шуми гетеродина. Досліди на полікристалічному германії Генріха Велкера і кремнії Карла Зайлера показали, що ефективне шумоподавлення було можливе тоді, коли обидва контакти замикалися на один і той самий кристалик напівпровідника. Якщо відстань між контактами не перевищувала 100 мікрон, зміна напруги на одному з контактів викликала зміну струму через інший контакт. У січні 1945 року Матаре втік на захід від радянського наступу, потім потрапив у полон до американців, але незабаром його відпустили. Велкер продовжував дослідження до березня 1945 року. Незалежно від Шоклі, та дещо випереджаючи його, Велкер прийшов до концепції польового транзистора — і його перші досліди також закінчилися невдачею.
1946 року французькі та британські агенти розшукали Велкера й Матаре, допитали їх про німецькі розробки в радіолокації та запропонували роботу на французькому відділі Westinghouse, де у той час розгорталося виробництво германієвих випрямлячів. Обидва погодилися: займатися наукою в розгромленій Німеччині було неможливо. Велкер і Матаре заснували лабораторію в Ольне-су-Буа та до кінця 1947 року займалися налагодженням виробництва випрямлячів. На межі 1947 і 1948 років Матаре повернувся до теми «дуодіода», а Велкер на прохання Матаре зайнявся очищенням германію. У червні 1948 року, до оприлюднення винаходу Бардіна і Браттейна, вдосконалений «дуодіод», а фактично — точковий транзистор, Матаре продемонстрував стабільне підсилення. У липні 1948 року роботами Матаре і Велкера зацікавився міністр зв'язку Франції Ежен Тома, він же дав новому приладу ім'я «транзистрон» (фр. transistron). У травні 1949 року Матаре та Велкер оголосили про початок дрібносерійного випуску транзистронів для дальнього телефонного зв'язку.

### Перші серійні транзистори

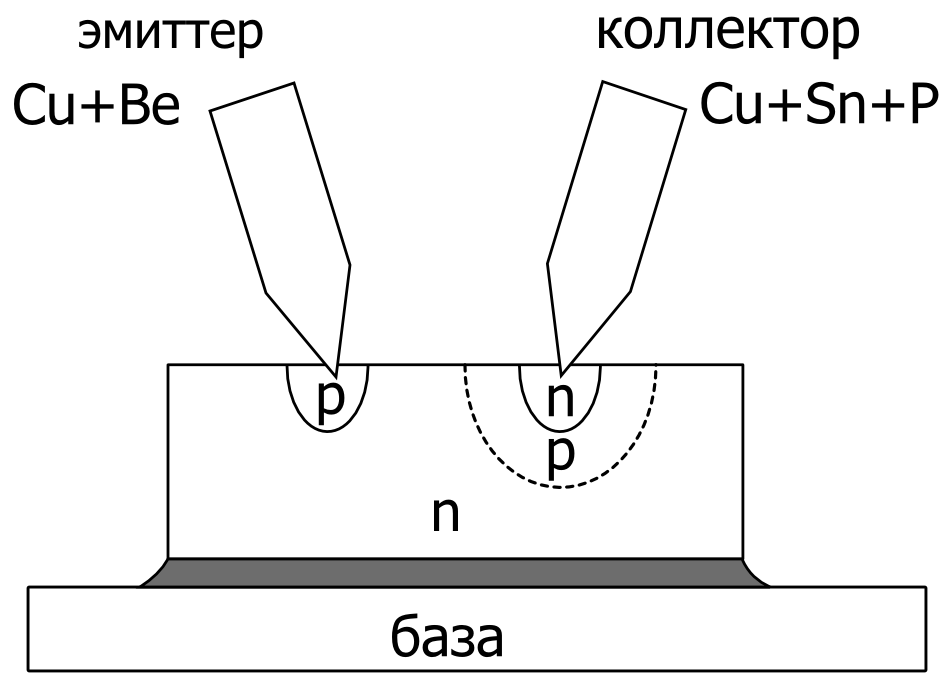
Структура серійного транзистора «тип А». Профілі провідності емітерного та колекторного переходів визначаються матеріалами електродів і режимом електротермотренування

У 1948—1951 роках спеціалісти Bell Labs під керівництвом Пфанна намагалися налагодити серійний випуск точкових транзисторів, використовуючи наявну технологію контактних детекторів НВЧ-випромінювання. Пфанн добився успіху завдяки випадковому збігу: фосфориста бронза колекторних контактів забруднювала поверхню германію атомами фосфору, створюючи острівці провідності n-типу. Значення дифузії атомів міді, що створювала острівці p-типу, було прояснено через кілька років роботами Келвіна Фуллера.
Транзистор Пфанна фактично був чотиришаровою PNPN-структурою, яка за певних обставин демонструвала невластивий для «справжніх» транзисторів від'ємний опір. Серійне виробництво транзистора «тип А» на Western Electric почалося 1951 року та у квітні 1952 року вийшло на рівень 8400 транзисторів на місяць. Виробництво було трудомістким, дорогим, а відтворюваність параметрів транзисторів — неприйнятно низькою. Поведінка транзисторів залежала не лише від температури, а й від вологості повітря. Пентагон уважно стежив за розвитком технології, але відмовився купувати апаратуру на ненадійних приладах. Попри те, що 1951 року точковий транзистор вже застарів морально, виробництво «типа А» тривало майже десять років, оскільки наступні за ним транзистори на вирощених кристалах і сплавні транзистори поступалися «типу А» у частотних властивостях. Протягом всього десятиліття, за словами Шоклі, успіх виробництва залежав від «незбагненного шаманства» (англ. mysterious witchcraft).
Матаре і Велкер почали виробництво «транзистронів» 1949 року, а 1950 року продемонстрували Шоклі та Браттейну роботу транзисторних підсилювачів на телефонній лінії Франція — Алжир. Американці насторожилися: завдяки досконалішій технології збірки «транзистрони» вважалися надійнішими приладами. Однак незабаром французький уряд припинив підтримку Матаре й Велкера, і ті повернулися в Німеччину. У 1952—1953 роках Матаре при підтримці Якоба Міхаеля випустив там дослідну партію «транзистронів» і представив публіці радіоприймач на чотирьох транзисторах (перший американський транзисторний приймач Regency TR-1 був випущений на рік пізніше). Американська компанія Clevite (майбутній власник Shockley Semiconductor Laboratory) викупила компанію в Міхаеля, а потім згорнула виробництво в Німеччині. Матаре переїхав до США, Велкер очолив напівпровідникові дослідження на Siemens.
1949 року Елмар Франк і Ян Тауц випустили у Чехії партію робочих транзисторів із трофейного німецького германію, використовуючи власний (досконаліший, ніж у американців) метод формування контактів. 1949 року в колишньому СРСР О. В. Красілов та С. Г. Мадоян створили перший точковий транзистор, а перші промислові зразки пішли в серію у 1950—1952 роках.
1951 року уряд США зажадав, щоб AT&T надала ліцензії на свої технології всім зацікавленим американським компаніям без стягування роялті. До літа 1952 року ліцензію (так звану «книгу за 25 тисяч доларів») придбали 26 американських і 14 іноземних компаній, але їхні спроби відтворити точковий транзистор не мали успіху. CBS-Hytron зуміла запустити точковий транзистор в серію 1951 року, а через рік припинила його випуск. Hughes Aircraft безуспішно намагалася виготовляти транзистори з окремих зерен полікристалічного германію і зрештою відмовилась від проєкту. Philips, завдяки довоєнним зв'язкам із Bell, отримала ліцензію раніше від конкурентів, але серійне виробництво точкових транзисторів почала лише 1953 року, одночасно з сучаснішими сплавними транзисторами.
У колишньому СРСР перша науково-дослідницька робота по напівпровідниковому тріоду була виконана в НДІ-160 (зараз НДП «Істок») С. Г. Мадоян. Лабораторний макет точкового транзистора запрацював у лютому 1949 року. Серійне виробництво точкових транзисторів (ТС1 — ТС7) почалося 1953 року, площинних (П1) — 1955 року.

## Ранні площинні транзистори

### Теорія Шоклі
Головний творчий прорив відбувся не тоді, коли я намагався винайти транзистор, а коли я конструював установку для експериментів з поверхневими явищами в точкових транзисторах. Раптом до мене дійшло, що експериментальна структура і є транзистор. Саме вона й була запатентована як площинний транзистор. Я був пригнічений тим, що, знаючи все необхідне для цього винаходу, я цілий рік не міг з'єднати частини цілого — до тих пір, поки не з'явився подразник у вигляді точкового транзистора. — Вільям Шоклі, 1972
Оригінальний текст (англ.)
My most important inventive breakthrough came not while I was trying to invent a transistor but while designing an experiment to diagnose incisively the surface phenomena of point-contact transistors. The structure I devised, I suddenly realised, was itself a transistor. It was patented as a junction transistor. I was disconcerted to realise that for at least a year I had known all the concepts needed for the invention but had not put them together until the point-contact transistor provided the challenging stimulus..

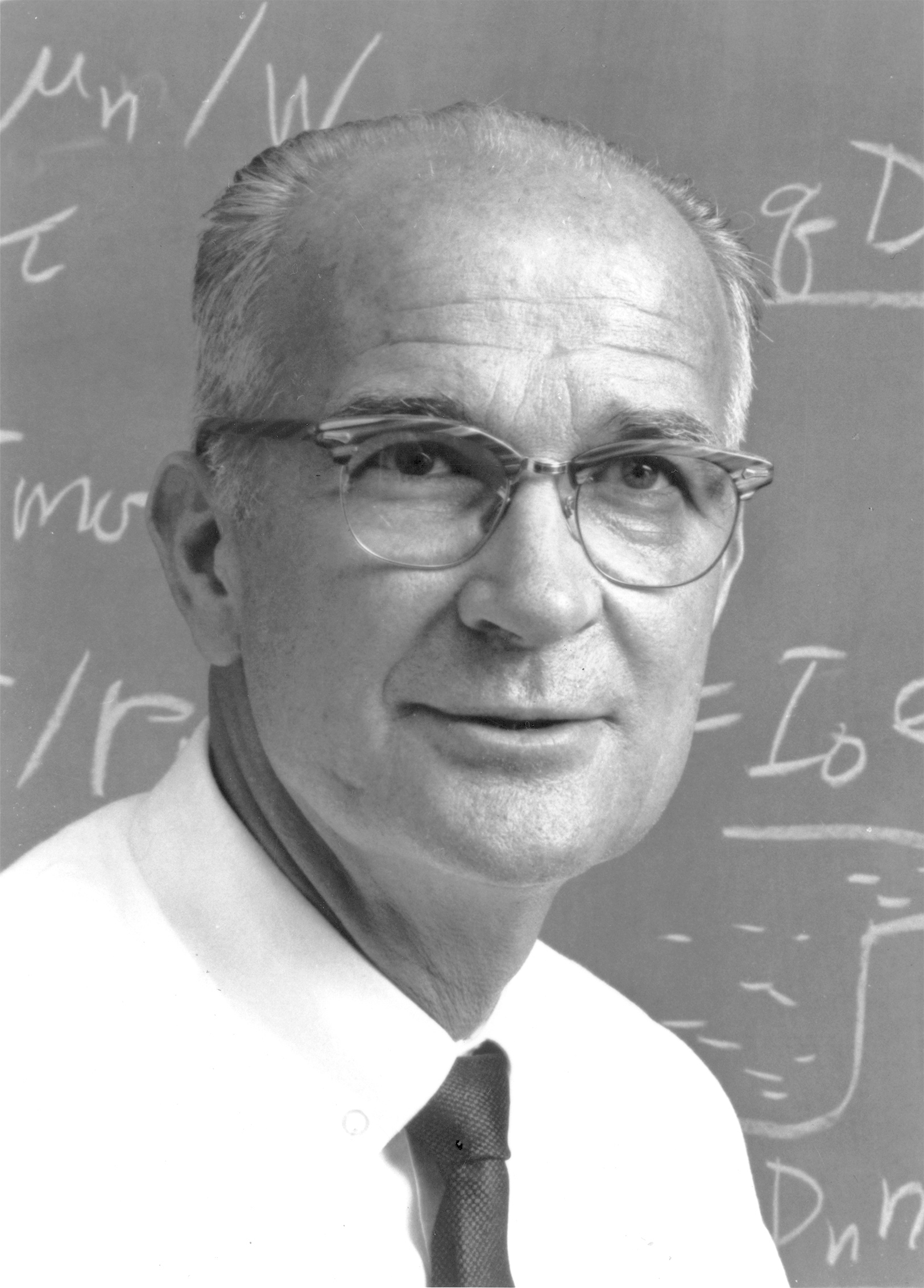
Вільям Шоклі 1975 року

Вирішення вже було записане у блокнотах Шоклі — перші начерки теорії p-n-переходу в германії Шоклі створив ще у квітні 1947 року. 8 грудня 1947 року, обговоривши з Бардіном і Браттейном структуру перспективного «тріода», Шоклі повернувся до теоретичної опрацювання підсилювача на p-n-переходах. В останній тиждень 1947 року від подумки перебрав багато конфігурацій, однак всі вони, включаючи схему біполярного транзистора, не витримали критичного аналізу. Лише у січні 1948 року Шоклі усвідомив, що використана ним модель не враховувала інжекції неосновних носіїв заряду в базу. Врахування механізму інжекції зробило модель повністю працездатною. Не пізніше 23 січня 1948 року Шоклі склав патентну заявку на біполярний транзистор (майбутній патент США 2 569 347) і оформив свої ідеї у завершену теорію. У цій роботі Шоклі, нарешті, відкинув спроби створити польовий транзистор і описав ще не існуючий прилад з двома паралельними p-n-переходами — площинний біполярний транзистор. У ній вперше з'явилися такі звичні сьогодні, але не очевидні на 1948 рік твердження, як необхідність прямого зміщення емітерного p-n-переходу та зворотного зміщення колекторного переходу.
26 червня 1948 року Bell Labs подав патентну заявку на винайдення площинного транзистора, але теорія, що за нею стояла, була оприлюднена публічно лише через рік (16—18 червня 1949 року) — після того, як експеримент підтвердив теорію. У липні 1949 року Шоклі виклав свою теорію в Bell System Technical Journal, а у листопаді 1950 року вийшов magnum opus Шоклі, Electrons and Holes in Semiconductor. Слід зазначити, що Шоклі описав саме площинний транзистор (транзистор на p-n-переходах, англ. junction transistor), а теорію точкового транзистора та кристадина Лосєва так ніхто й не створив. Фізична сутність першого транзистора Бардіна та Браттейна залишається предметом дискусій: можливо, що реальні властивості використаної германієвої пластини суттєво відрізнялися від того, що пропонували експериментатори. Перевірити це неможливо, оскільки справжній перший транзистор давно втрачено.
Публікація зробила Шоклі беззаперечним авторитетом у фізиці напівпровідників і викликала конфлікт із Бардіном, який 1951 року пішов із Bell Labs, щоб зосередитися на дослідженнях надпровідності. Стосунки Шоклі та Бардіна частково нормалізувалися лише після присудження Бардіну, Браттейну та Шоклі Нобелівської премії з фізики за 1956 рік. Четвертий основний співавтор винаходу, Роберт Джибні, пішов із Bell Labs на початку 1948 року і Нобелівської премії не отримав. Згодом публічна активність Шоклі та увага преси сприяли виникненню думки про те, що Шоклі ніби приписував собі досягнення Бардіна, Браттейна та інших. Насправді Шоклі, навпаки, завжди уточнював межі власного внеску, виключав зі списку винахідників самого себе та включав туди Джибні. Шоклі скрупульозно відстоював права своїх колег, навіть тих, з ким (як із Робертом Нойсом) він розійшовся назавжди.

### Транзистор на вирощених переходах

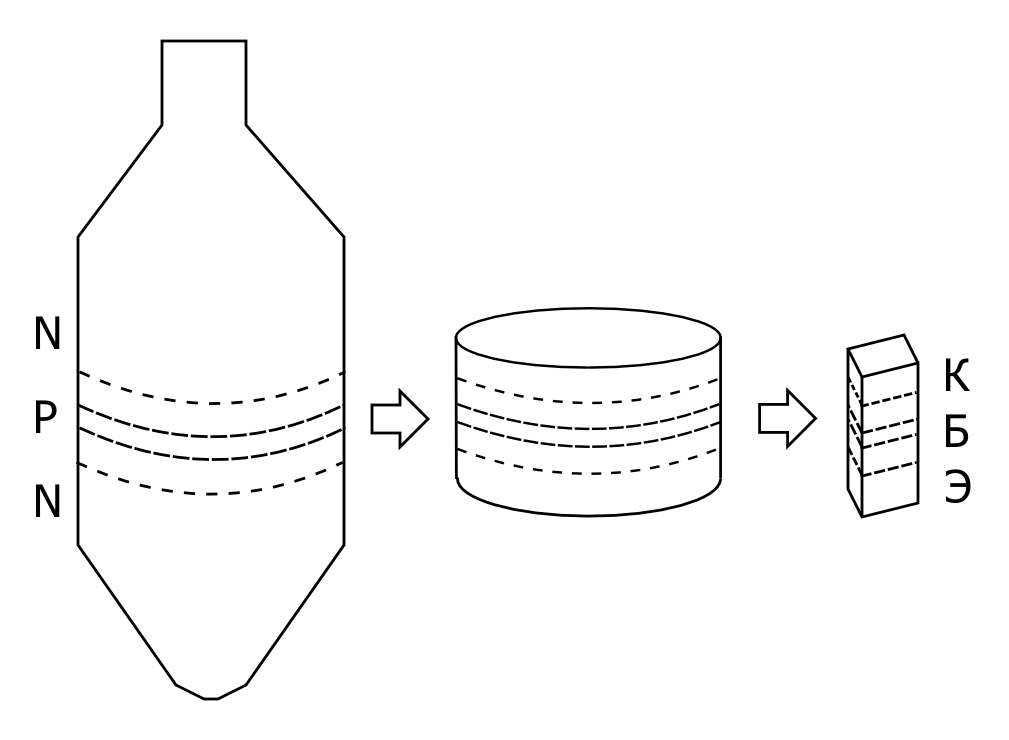
Метод вирощування p-n-переходів із розплаву — історично перша технологія виробництва площинних транзисторів

У вересні 1948 року в нью-йоркському автобусі випадково зустрілися два технолога Bell Labs, Гордон Тіл і Джон Літтл. У цій випадковій розмові народилася ідея виготовляти монокристали «транзисторного» германію давно відомим методом Чохральського. У грудні 1949 року Тіл, Літтл і Ерні Бюлер побудували першу дослідну установку для витягування монокристалів — поки що зовсім невеликих, не більше ніж 50 мм у довжину і 10 мм у ширину. Якщо при витягуванні кристала з розплаву германію p-типу затравкою був кристалик n-типу, то всередині стержня формувався плавний p-n-перехід. Цінність саме монокристалічних напівпровідників у 1949 році не була очевидною — сам Шоклі противився вирощуванню кристалів, вважаючи, що транзистор можна виготовити і з якісного, але недорогого полікристалічного матеріалу. Однак саме вирощений p-n-перехід дозволив експериментально перевірити теорію Шоклі.
12 квітня 1950 року Морган Спаркс вирастив методом Тіла-Літтла тришарову NPN-структуру. Спочатку із розплаву витягувалась низькоомна колекторна область n-типу. Потім у розплав вкидали таблетку акцепторної домішки, що розчинялася в тонкому поверхневому шарі розплаву, — так формувався шар бази завтовшки від 25 до 100 мікрон. Одразу після створення бази у розплав вкидали таблетку донорної домішки для легування емітера. Отриману тришарову NPN-структуру вирізали з кристала, розпилювали на поздовжні стовпчики та протравлювали в кислоті для усунення поверхневих дефектів. Найскладнішою операцією було контактне зварювання 50-мікронного золотого дроту з 25-мікронним шаром бази — для цього використовувались прецизійні мікроманіпулятори та спеціальний сплав золота з галієм. Домішка галію, що додавалася до кремнію при зварюванні, розширювала приповерхневий p-шар бази, перешкоджаючи короткому замиканню колектора та емітера. Масове виробництво германієвих транзисторів на вирощених переходах — перших повноцінних біполярних транзисторів «за Шоклі» — почалося 1951 року на Western Electric.
Через більшу площу переходів транзистори на вирощених переходах мали гірші частотні властивості, ніж точкові. Але з цієї ж причини вирощені транзистори могли пропускати у багато разів більші струми, при суттєво менших шумах, а їхні параметри були відносно стабільними — настільки, що їх стало можливо впевнено наводити в довідниках. Восени 1951 року Пентагон, що утримувався від придбання точкових транзисторів, оголосив про початок програми транзисторизації, яка мала призвести до багатократної економії на масі та об'ємі бортової апаратури. Bell Labs відповіла запуском нової виробничої програми, спрямованої на щомісячний випуск мільйона транзисторів. Однак діапазон допустимих температур германієвих транзисторів був занадто вузьким для військових задач — транзисторизація американських ракет була відкладена до випуску «високотемпературних» кремнієвих транзисторів.
Перший вирощений кремнієвий транзистор виготовив на Texas Instruments той же Тіл у квітні 1954 року. Через високу хімічну активність і вищу, ніж у германію, температуру плавлення кремнієві технології 1950-х років відставали від германієвих. Тіл згадував про те, що на конференції Інституту радіоінженерів у травні 1954 року колеги один за одним доповідали про нездоланні труднощі в роботі з кремнієм — до тих пір, поки сам Тіл не продемонстрував публіці робочий кремнієвий транзистор. Три наступних роки, коли Texas Instruments була єдиним постачальником кремнієвих транзисторів у світі, озолотили компанію та зробили її найбільшим постачальником напівпровідників.

### Сплавний транзистор

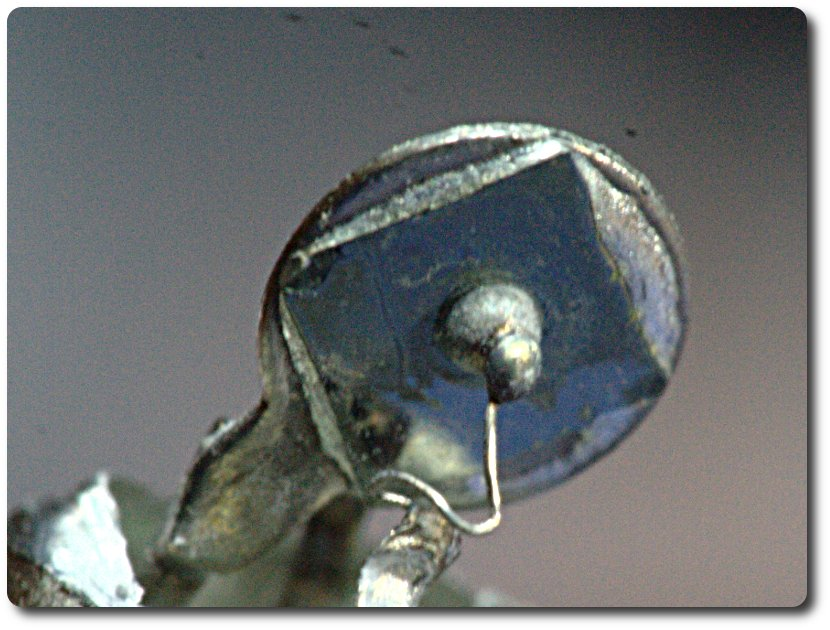
Сплавний транзистор. Квадратна пластина — база, з однієї сторони до неї приварена бусина емітера, з іншої — бусина колектора

1950 року Холл і Данлоп запропонували формувати p-n-переходи сплавленням, а перші практичні сплавні транзистори були випущені General Electric 1952 року. В основі типового сплавного транзистора PNP-типу була тонка пластина германію n-типу, яка була базою. Ці пластини сплавлялися з індієвими чи миш'яковими бусинами, а потім відпалювалися при температурі близько 600 °C. При правильному виборі орієнтації пластин у них формувалися строго паралельні епітаксіальні шари рекристалізованого германію n-типу. Товщина бази задавалася часом відпалювання. Пластина монтувалася на несну арматуру корпуса в безкисневому середовищі (азот чи аргон), а потім корпус герметично заварювався. Герметизація не могла замінити належної пасивації поверхні p-n-переходів, тому параметри сплавних транзисторів були нестабільні в часі. Практично всі сплавні транзистори виготовлялися з германію — реалізація сплавної технології в кремнії виявилася занадто складною та дорогою.
Переходи між зонами p-типу і n-типу в сплавних транзисторах були різкими (ступінчастими), на відміну від плавних переходів вирощених транзисторів. Завдяки ступінчастій характеристиці емітерного переходу сплавні транзистори мали більший коефіцієнт підсилення за струмом і були ефективнішими перемикачами в цифрових схемах. Ступінчаста характеристика колекторного переходу, навпаки, породжувала небажані властивості — високу міллерівську ємність, вузький частотний діапазон (до 10 МГц), самозбудження підсилювачів. Гранична робоча частота сплавних транзисторів була вища, ніж у транзисторів на вирощених переходах, але, як і раніше, поступалася точковим транзисторам.
В середині 1950-х років Джеймс Ерлі запропонував різні варіанти асиметричних сплавних структур (PNIP, NPIN), які дозволяли розширити частотний діапазон до 200 МГц. За словами Єна Росса, Ерлі став другою після Шоклі людиною, що запропонувала принципово нову структуру транзистора, але зробив це занадто пізно. До кінця 1960-х років транзистори Ерлі, що програвали за всіма показниками дифузійним транзисторам, були зняті з виробництва.

## Дифузійні транзистори

### Германієвий меза-транзистор

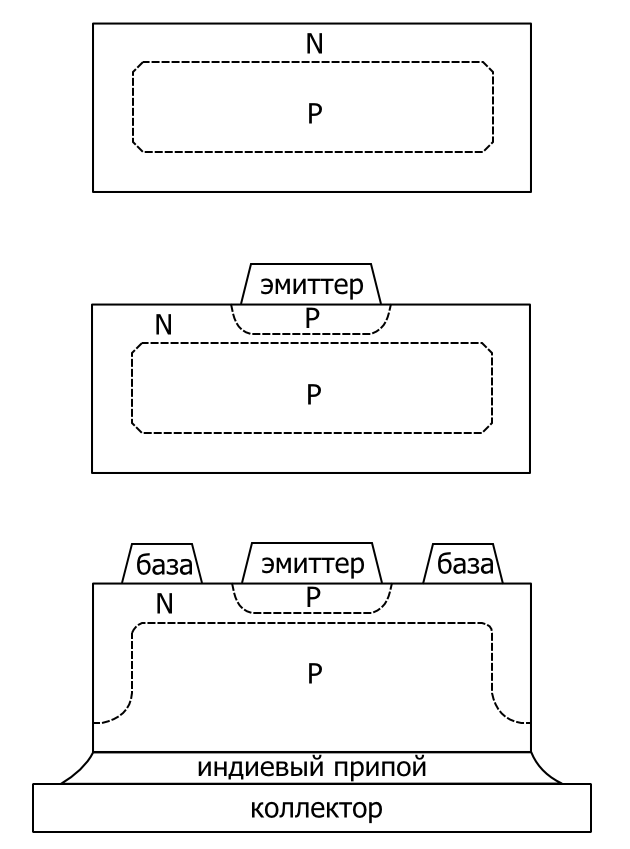
Дифузійно-сплавний меза-транзистор за Дейсі, Лі та Шоклі (1955). Три етапи технології: дифузія бази (з газового середовища), сплавлення емітера, пайка до основи

1950 року група спеціалістів Bell Labs під керівництвом Келвіна Фуллера почала дослідження дифузії домішок в германії з метою виробити міри проти забруднення кристалів небажаними домішками. Роботи Фуллера розвинулися у всеосяжні дослідження дифузії з твердого та газового середовищ і мали побічний результат — створення ефективної кремнієвої сонячної батареї. На початку 1954 року Шоклі запропонував використовувати дифузію за Фуллером для формування p-n-переходів із заданою глибиною та профілем концентрації домішок.
У березні 1955 року Шоклі, Джордж Дейсі та Чарльз Лі подали патентну заявку на технологію масового виробництва дифузійного транзистора. У цьому процесі в дифузійну піч одночасно закладалася деяка кількість монокристалічних таблеток із германію p-типу — майбутніх транзисторів. Потім протягом 15 хвилин при 800 °C виконувалася дифузія миш'яку, що формувала на поверхні таблетки шар n-типу (базу). На поверхню кожної таблетки по трафарету наносили тонкий шар алюмінію — контактну площадку майбутнього емітера. При відпаленні атоми алюмінію дифундували в германій, створюючи всередині бази тонкий шар p-типу (власне емітер). Електричний контакт із колектором, схованим всередині дифузійного шару бази, створювався при припаюванні кристала до корпуса транзистора припоєм, що містив індій. Індій, дифундуючи в германій, змінював провідність базового шару з n-типу назад на p-тип, м'яко «виштовхуючи» шар бази із зони пайки. Зовнішній вигляд таблетки, припаяної до плоскої основи, нагадував поширені на південному заході США столові гори (ісп. mesa), через це транзистори цього типу стали знані як меза-транзистори. Технологія Дейсі, Лі та Шоклі пішла в серію на Western Electric, але не вийшла на відкритий ринок — усі випущені транзистори були розподілені між самою Western Electric та вузьким колом військових замовників.
1957 року Philips розробив власну меза-технологію, так званий процес «виштовхування бази» (англ. pushed-out base, POB). У цьому процесі дифузія та акцепторних (шар бази p-типу), та донорних (шар емітера n-типу) домішок виконувалася з краплин легованого свинцю, нанесених на германієву таблетку n-типу. Транзистори цього типу мали граничну частоту підсилення до 200 МГц і масово застосовувались у перших лампово-напівпровідникових телевізорах. Комерційний успіх технології POB зле пожартував з Philips: компанія зосередилася на вдосконаленні германієвих технологій та сильно відстала і від американців, і від Siemens у кремнієвих.

### Відкриття мокрого окиснення
На початку 1955 року в дифузійній печі Карла Фроша, що займався у Bell Labs проблемами дифузії в кремнії, відбувся випадковий спалах водню. Частина водню в печі згоріла з викидом водяної пари, дослідна кремнієва пластина покрилася тонким шаром діоксиду кремнію. Протягом наступних двох років Фрош і його помічник Лінкольн Дерік при участі Молла, Фуллера та Голоняка ґрунтовно вивчили процес мокрого термічного оксидування й довели його до впровадження у промислове виробництво. На відміну від непередбачуваного в той час сухого окиснення в атмосфері кисню мокре окиснення водяною парою виявилося легко відтворюваним процесом, а отримані оксидні шари — рівномірними та достатньо міцними. Вони надійно затримували важкі легувальні атоми (наприклад, сурми) і тому могли бути ефективною, термостійкою маскою для селективної дифузії домішок.
Фрош ще 1955 року передбачив широке впровадження селективних оксидних масок, але зупинився в одному кроці від ідеї інтеграції. Голоняк писав 2003 року, що відкриття Фроша «зробило всі інші методи дифузії застарілими» і зняло останній бар'єр на шляху до створення інтегральних схем. Однак Фрош допустив помилку, вирішивши, що оксид не здатний затримувати дифузію фосфору. Тонкі шари оксиду, використані Фрошем, дійсно пропускали атоми фосфору, але на початку 1958 року Са Чжітан встановив, що достатньо товстий шар оксиду здатний затримувати і фосфор. Ця помилка затримала початок практичних робіт Жана Ерні по планарній технології більше ніж на рік.
Роботи Фроша залишалися внутрішнім секретом Bell Labs аж до першої публікації в Journal of the Electrochemical Society влітку 1957 року. Однак Вільям Шоклі, який поїхав 1954 року в Каліфорнію та формально звільнений із Bell Labs у вересні 1955 року, безумовно був у курсі робіт Фроша. Шоклі залишався рецензентом і консультантом Bell Labs, регулярно отримував відомості про новітні роботи корпорації, знайомив з ними своїх співробітників. Дві найважливіші та ще не оприлюднені 1956 року технології Bell Labs — мокре окиснення і фотолітографія — впроваджувалися у дослідне виробництво Shockley Semiconductor Laboratory. «Віроломна вісімка», що залишила Шоклі та заснувала Fairchild Semiconductor, взяла з собою вже практичне знання цих технологій.

### Кремнієвий меза-транзистор

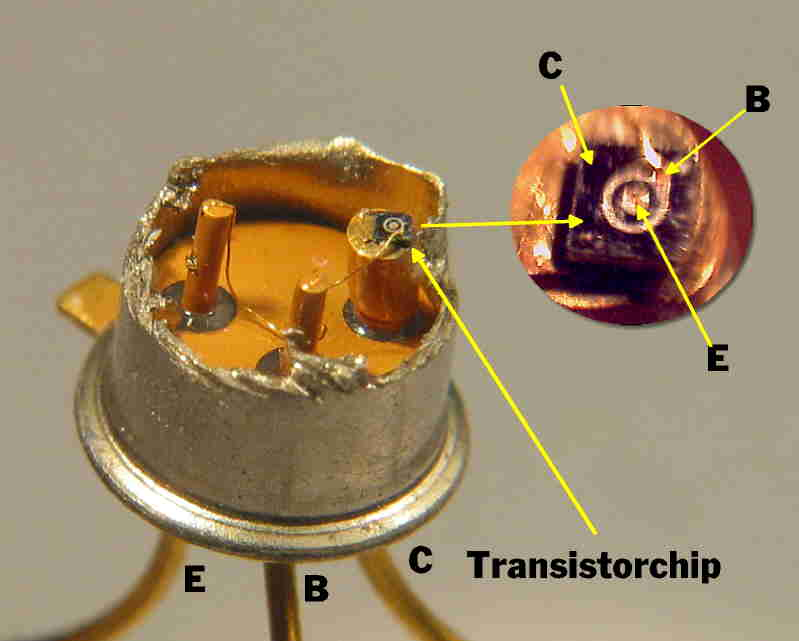
Меза-транзистор малої потужності 1960-х років. Меза-структура з характерними концентричними виводами емітера (у центрі) та бази припаяна до торця виводу колектора

У серпні 1958 року Fairchild Semiconductor представила розроблений Гордоном Муром 2N696 — перший кремнієвий меза-транзистор і перший меза-транзистор, що продавався на відкритому ринку США. Технологія його виробництва принципово відрізнялася від «таблеткових» процесів Bell Labs і Philips тим, що обробка виконувалася цілими, нерозрізаними пластинами з застосуванням фотолітографії та мокрого окиснення за Фрошем. Безпосередньо перед різкою пластини на індивідуальні транзистори виконувалася операція глибокого травлення (англ. mesaing) пластини, що розділяла острівці-мези (майбутні транзистори) глибокими канавками.
Технологія Fairchild суттєво підвищила продуктивність, але була для свого часу досить ризикованою: єдина помилка на етапах дифузії, металізації та травлення пластин призводила до загибелі всієї партії. Fairchild витримала ці випробування, залишаючись майже півтора року єдиним поставником меза-транзисторів на відкритий ринок. 2N696 вигідно відрізнявся від найближчих конкурентів (сплавних транзисторів Texas Instruments) поєднанням більшої допустимої потужності та хорошої швидкодії в цифрових схемах і тому став на деякий час «універсальним транзистором» американського ВПК. В обчислювальній техніці 2N696 працював не настільки добре через довгий час вимикання в ключовому режимі. У листопаді 1958 року — січні 1959 року Жан Ерні знайшов вирішення проблеми — легування колекторів золотом. Рішення Ерні було абсолютно алогічним, неймовірним: раніше вважалося, що золото «вбиває» підсилення транзистора. Однак леговані золотом PNP-транзистори Ерні, запущені в серію на початку 1959 року, мали стабільно високий коефіцієнт підсилення, переважали германієві транзистори за швидкістю та залишалися недосяжними для конкурентів до середини 1960-х років. Fairchild, обійшовши Texas Instruments, стала абсолютним лідером галузі та утримувала першість до липня 1967 року.
Меза-технологія дала розробникам безпрецедентну гнучкість в заданні характеристик p-n переходів і дозволила довести допустиму напругу на колекторі до кількох кіловольт, а робочу частоту до 1 ГГц, але вона мала і неусувні недоліки. Вона не дозволяла формувати резистори і тому була непридатна для виробництва інтегральних схем. Товсті колекторні шари мали високий омічний опір і, як наслідок, далекі від оптимуму імпульсні характеристики. Головна ж проблема меза-транзисторів була в тому, що вихід колекторного p-n-переходу на прямовисну «стінку» мези не був захищений від забруднюючих домішок — як наслідок, надійність меза-транзисторів була гіршою, ніж у сплавних транзисторів, які їм передували. Мікроскопічні частинки, притягнуті до кристала електричним полем, шунтували колекторний перехід, знижували коефіцієнт підсилення та напругу пробою. Мур згадував, що при подачі на колектор зворотної напруги ці частинки, розігріті струмом втрат, буквально світилися. Захистити ж стінки мези оксидним шаром було неможливо, оскільки окиснення потребувало нагрівання до температур, які перевищували температуру плавлення алюмінію контактних площадок.

### Планарний транзистор

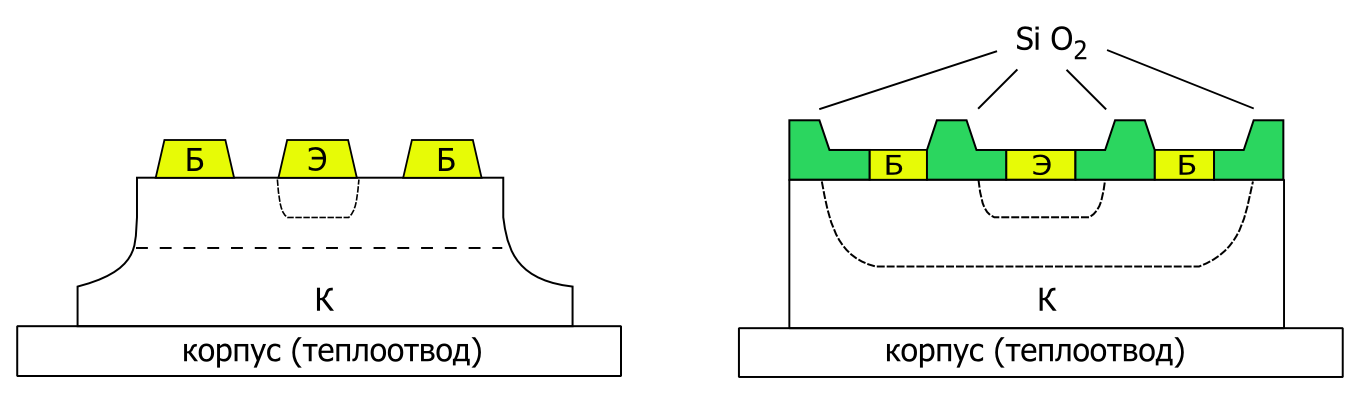
Відмінність планарної технології Ерні (праворуч) від меза-технології (ліворуч). Висоти шарів показані схематично

Ще 1 грудня 1957 року Ерні запропонував Роберту Нойсу планарний процес — перспективну заміну меза-технології. За Ерні, планарна структура повинна була формуватися двома послідовними дифузіями, що створювали спочатку шар бази, а потім вкладений у нього шар емітера. Виходи колекторного та емітерного переходів на верхню поверхню кристала ізолювалися від зовнішнього середовища шаром «брудного» оксиду, що слугував маскою при другій (емітерній) дифузії. Ця пропозиція Ерні, так же, як і легування золотом, суперечила загальноприйнятій на той час думці. Фуллер, Фрош та інші інженери Bell Labs вважали, що «брудний» оксид у завершеному транзисторі недопустимий, оскільки атоми домішок будуть неминуче проникати з оксиду в кремній, порушуючи заданий профіль p-n-переходів. Ерні довів, що ця думка помилкова: попередники не врахували, що при дифузії домішка надходить не лише вглиб кристалу, але й поширюється вбік під оксидною маскою. Перекриття маски над реальним (прихованим) p-n-переходом достатньо велике, тому дифузією з оксиду в кристал можна знехтувати.
У наступні півроку Ерні та Нойс не поверталися до планарної теми. На думку Ріордана, затримка була пов'язана з недосконалістю літографського процесу Fairchild: технологія 1957—1958 років не дозволяла виконати чотири фотолітографії та дві дифузії з прийнятним виходом придатних, тому протягом наступних півроку Ерні та Нойс не поверталися до планарної теми. У травні 1958 року їм стало відомо, що Мартін Аттала з Bell Labs також працює над пасивацією оксидним шаром. Ерні, не бажаючи уступати ініціативу конкурентам, зайнявся планарним діодом, а з січня 1959 року зосередився на виготовленні планарного NPN-транзистора — наступника 2N696. 2 березня 1959 року Ерні створив перший дослідний планарний транзистор. До 12 березня 1959 року Ерні впевнився, що новий прилад перевершує меза-транзистори за швидкістю, має у тисячу разів менші струми втрат і при цьому надійно захищений від сторонніх частинок.
На думку Арджуна Саксени, затримка мала і фундаментальну причину. Відповідно до робіт Карла Фроша, оксидний шар не міг бути маскою при дифузії легких атомів фосфору — а саме фосфор був потрібен Ерні при другій, емітерній, дифузії. 2 березня 1959 року (чи на кілька днів пізніше) колишній колега Ерні по роботі у Шоклі Са Чжітан розповів Ерні та Нойсу про свій досвід дифузії. Виявилося, що достатньо товстий шар оксиду здатний ефективно затримувати дифузію фосфору. Саме це знання і стимулювало активність Ерні у першій половині березня 1959 року.
Мур і Нойс, які фактично керували Fairchild, прийняли рішення про перехід на планарну технологію, але запуск у серію виявився неочікувано складним. Fairchild випустила перші серійні планарні транзистори 2N1613 лише у квітні 1960 року. 26 травня 1960 року Джей Ласт, що працював на Fairchild, створив першу планарну інтегральну мікросхему за ідеями Нойса, а у жовтні 1960 року Fairchild анонсувала повну відмову від меза-транзисторів. Відтоді планарний процес залишається основним способом виробництва транзисторів і фактично єдиним способом виробництва інтегральних схем.

### Високочастотні та потужні транзистори

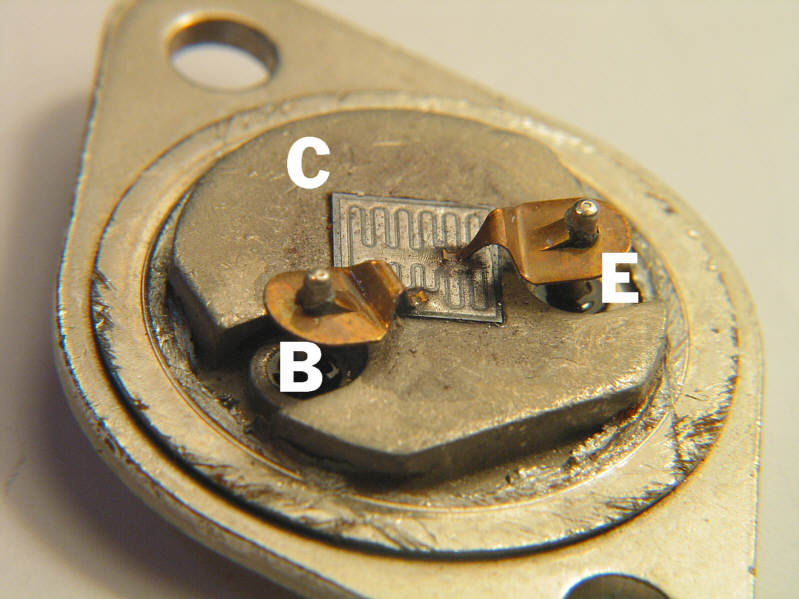
Потужний транзистор з гребінчастою топологією бази й емітера (колектором є тіло кристала, припаяне до корпусу)

Вдосконалення біполярних транзисторів продовжилося у двох напрямках — підвищення робочої частоти (швидкості переключення) і підвищення розсіюваної потужності. Ці дві цілі вимагали від розробників взаємовиключних технічних рішень: робота на високих частотах передбачає мінімальну площу переходів і мінімальну товщину бази, а робота на великих струмах, навпаки, потребує великої площі переходів. Тому в 1960-ті роки силові та високочастотні прилади розвивалися незалежними шляхами. 1961 року кремнієві транзистори Fairchild 2N709, спроєктовані Ерні на замовлення Сеймура Крея, вперше перевершили германієві транзистори за швидкістю переключення. До кінця 1960-х років дослідні транзистори досягли робочих частот 10 ГГц, зрівнявшись за швидкодією з найкращими НВЧ-радіолампами.
Потужність, розсіювана ранніми типами транзисторів, не перевищувала 100 мВт. 1952 року був створений перший «силовий транзистор» з потужністю розсіювання 10 Вт. Це був звичайний германієвий сплавний транзистор, припаяний до мідної основи, яка кріпилася до масивного радіатора. 1954 року був розроблений двадцятиватний транзистор з максимальним струмом колектора 1 А. Гранична частота підсилення цих транзисторів не перевищувала 100 кГц, а робоча температура кристала — 80 °C. Робочий струм і коефіцієнт підсилення були невеликі через низький, порядку 30 Ом, опір бази.
Наприкінці 1950-х років розробники потужних транзисторів перейшли на дифузійні технології та відмовилися від германію на користь кремнію, здатного працювати при температурах до 150 °C. 1963 року з'явився перший епітаксіальний силовий транзистор з опором бази порядку 1 Ом, що дозволило керувати струмами 10 А і більше. 1965 року RCA випустила перший багатоемітерний транзистор з мозаїчною топологією, в тому ж році з'явилися силові меза-транзистори з допустимою напругою 1 кВ. 1970 року робочий діапазон частот дослідних потужних транзисторів досяг 2 ГГц при розсіюваній потужності 100 Вт. Тоді ж, наприкінці 1960-х і на початку 1970-х років, почався перехід від суцільнометалевих корпусів (TO3, ТО36, ТО66) до пластмасових корпусів (TO220 і аналоги).

### Польовий транзистор
Паралельно з вдосконаленням біполярного транзистора тривала і робота по польових транзисторах. Протягом десяти років (1948—1958) вона залишалася безрезультатною через відсутності відповідних діелектриків. Потім події різко прискорилися. 1958 року Станіслав Тезнер випустив на французькому відділі General Electric «Технітрон» (Technitron) — перший серійний, сплавний польовий транзистор. Це був недосконалий германієвий прилад, що вирізнявся високими струмами втрат при малій крутизні характеристики. 1959 року RCA випустила тонкоплівковий польовий транзистор на сульфіді кадмію. 1960 року американська Crystalonics випустила серійний сплавний польовий транзистор на p-n-переході з рівнем шумів нижчим, ніж у біполярних транзисторів. 1962 року Texas Instruments випустила перший планарний польовий транзистор на p-n-переході.
Найважливіші події, як і десять років до цього, відбувалися в стінах Bell Labs. 1959 року Мартін Аттала запропонував вирощувати затвори польових транзисторів із діоксиду кремнію; прилади такого типу отримали назву МОН-структур. Того ж року Аттала і Діон Канг створили перший робочий МОН-транзистор. Винахід не зацікавив менеджмент Bell, але RCA і Fairchild почали активно експериментувати з МОН-технологією вже 1960 року, а 1962 року RCA виготовило першу дослідну МОН-мікросхему з шістнадцятьма транзисторами. 1963 року Са Чжітан і Френк Вонлес запропонували комплементарну МОН-схемотехніку. Перші серійні МОН-транзистори RCA і Fairchild вийшли на ринок 1964 року, того ж року General Microelectronics випустила першу МОН-мікросхему, у 1970-ті роки МОН-мікросхеми завоювали ринки мікросхем пам'яті та мікропроцесорів, а на початку XXI століття частка МОН-мікросхем досягла 99 % від загальної кількості випущених інтегральних схем (ІС).